# Oenomys hypoxanthus
Oenomys hypoxanthus är en däggdjursart som först beskrevs av Jacques Pucheran 1855.  Oenomys hypoxanthus ingår i släktet rostnosråttor, och familjen råttdjur. IUCN kategoriserar arten globalt som livskraftig. Inga underarter finns listade i Catalogue of Life.

## Utseende
Arten har en långsträckt kropp och en påfallande lång svans. Den täta och ganska styva pälsen har på ovansidan en gråbrun till rödbrun färg med flera gulbruna punkter. På ryggens topp är flera helt svarta hår inblandade vad som är synlig som en längsgående mörk strimma. Nära stjärten och på låren är pälsen mer orangeröd. Den finns en tydlig gräns mot den vitaktiga undersidan som kan ha en orange skugga på vissa ställen. Även nosen, läpparna och kinderna har en tydlig orange till röd skugga. Oenomys hypoxanthus har röda ringar kring ögonen och korta röda hår på öronen. De ljusa klorna står i kontrast till de bruna tassarna. På den långa svansen finns fjäll och enstaka hår.
Vuxna exemplar är 137 till 165 mm långa (huvud och bål), har en 154 till 201 mm lång svans och väger 70 till 124 g. Bakfötterna är 30 till 34 mm långa och öronen är 18 till 23 mm stora.

## Utbredning
Detta råttdjur förekommer i centrala Afrika från Nigeria till Etiopien, Kenya och Tanzania samt söderut till Angola. Arten är vanligast i bergstrakter som ligger 2000 till 3000 meter över havet. Habitatet utgörs av fuktiga gräsmarker och buskskogar, ofta vid kanten av skogar eller jordbruksmark.

## Ekologi
Individerna går främst nära marken (oftast klättrande i högt gräs eller i låga buskar). De bygger klotrunda bon av gräs och andra växtdelar som placeras 50 till 300 cm ovanför marken vid höga grässtjälkar eller i buskar. Individerna kan vara aktiva på dagen och på natten. Vid fara är de orörliga eller de söker skydd i vattnet. Oenomys hypoxanthus äter gräs, örter, frukter och ibland bark.
Fortplantningstiden är beroende på utbredning och revirets höjdläge. Honan föder upp till fem ungar per kull. Ungarna är vid födelsen blinda och nästan nakna. De öppnar sina ögon efter 7 till 9 dagar och de diar sin mor 30 till 35 dagar. Fast föda prövas redan efter två veckor. Honor i fångenskap kan ha sin första kull efter cirka 140 dagar.